# Castagneto Po
Pour les articles homonymes, voir Castagneto (homonymie).
Castagneto Po est une commune de la ville métropolitaine de Turin dans le Piémont en Italie.

## Géographie
Le territoire de la commune est principalement valloné. Le point le plus haut de la commune, le "Bric del Vaj", s'élève à 583 m d'altitude. Celui-ci se trouve à l'intérieur de la Réserve naturelle spéciale Bosco del Vaj, qui abrite de nombreuses espèces animales et végétales, y compris des hêtres.

## Administration
| Période                                  | Période  | Identité     | Étiquette    | Qualité |
| ---------------------------------------- | -------- | ------------ | ------------ | ------- |
| 14 juin 2004                             | En cours | Danilo Borca | lista civica |         |
| Les données manquantes sont à compléter. |          |              |              |         |

## Hameaux
San Genesio, Baraccone, Ossole, Tamagni, Serre, Galleani, Cimenasco

## Communes limitrophes
Chivasso, San Sebastiano da Po, San Raffaele Cimena, Casalborgone, Rivalba

### Évolution démographique
Habitants recensés

## Galerie de photos

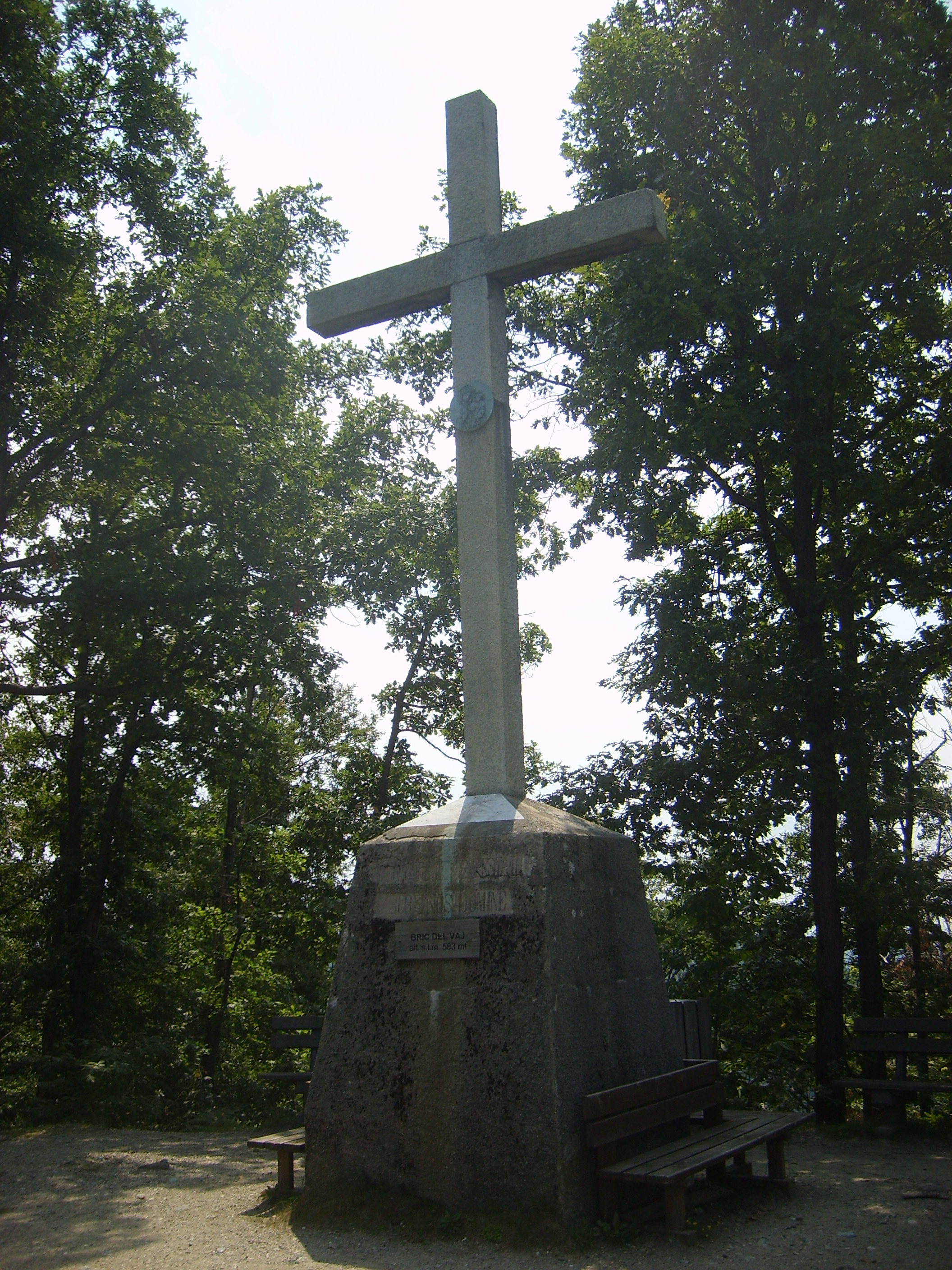
Le Bric del Vaj avec sa croix de sommet.
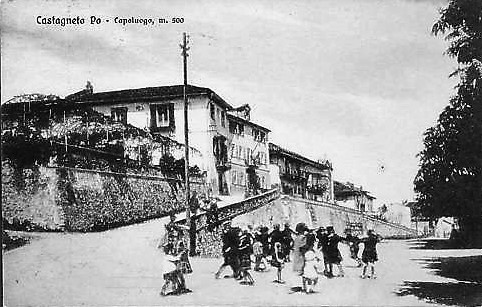
Vue de Castagneto Po au début du XXéme siècle.